# 吉岡義喜
吉岡 義喜（よしおか よしき、2001年3月17日 - ）は、ラグビーユニオン選手。ジャパンラグビーリーグワンの三菱重工相模原ダイナボアーズに所属している。

## 来歴
大阪府出身。興國高校でラグビーを始めた。
2019年、東洋大学に入る。
2023年、ジャパンラグビーリーグワンの静岡ブルーレヴズに加入。
2025年2月14日から5月まで、2024-25シーズン限りで、NECグリーンロケッツ東葛へ期限付き移籍した。同月22日に行われたJAPAN RUGBY LEAGUE ONE 2024-25シーズン第6節江東ブルーシャークス戦にて、途中出場でリーグワン公式戦初出場を果たした。
2025年5月、静岡ブルーレヴズを退団。
2025年7月、三菱重工相模原ダイナボアーズに加入。